# Batalion KB „Sokół”

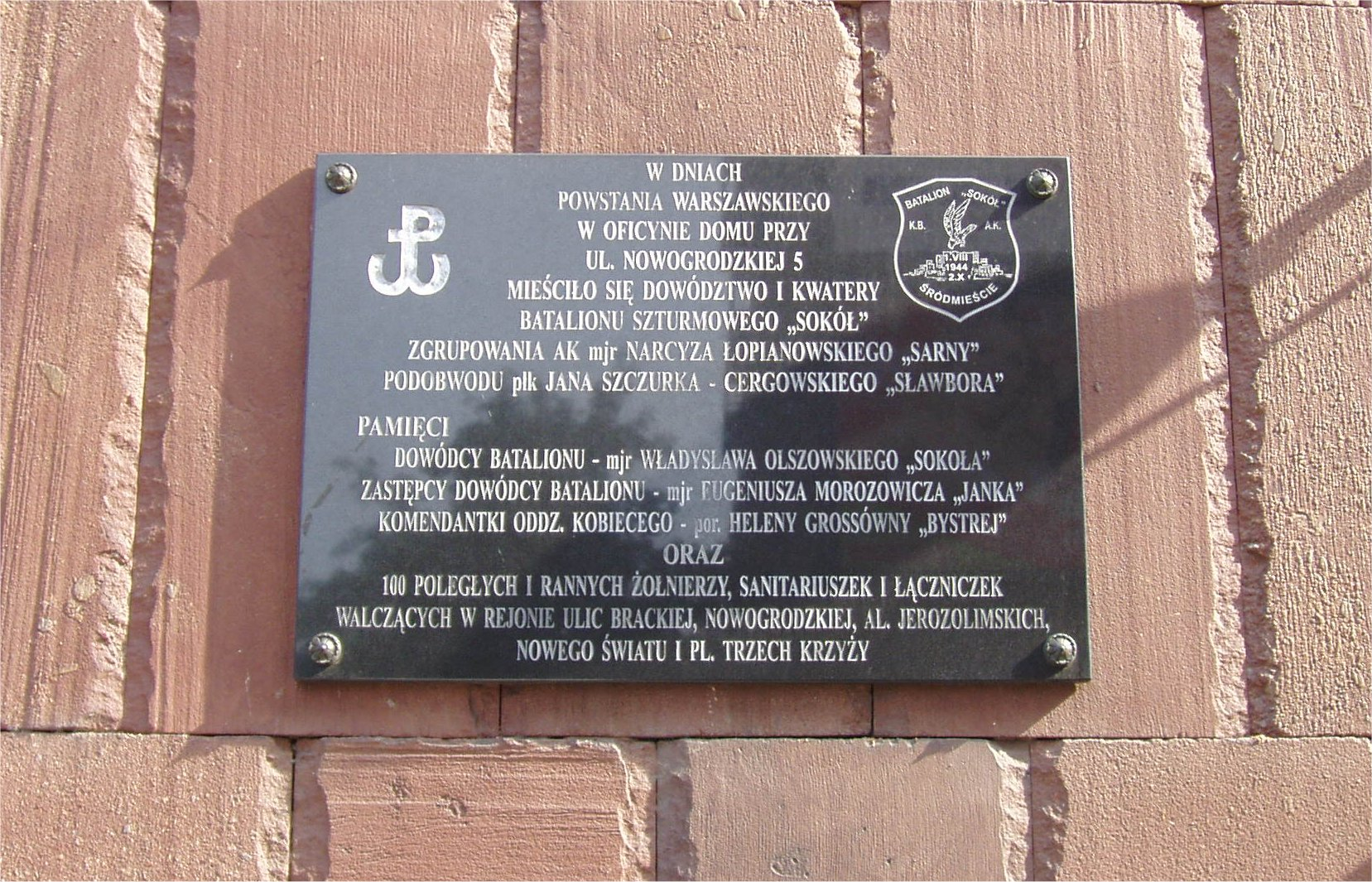
Przy ul. Nowogrodzkiej

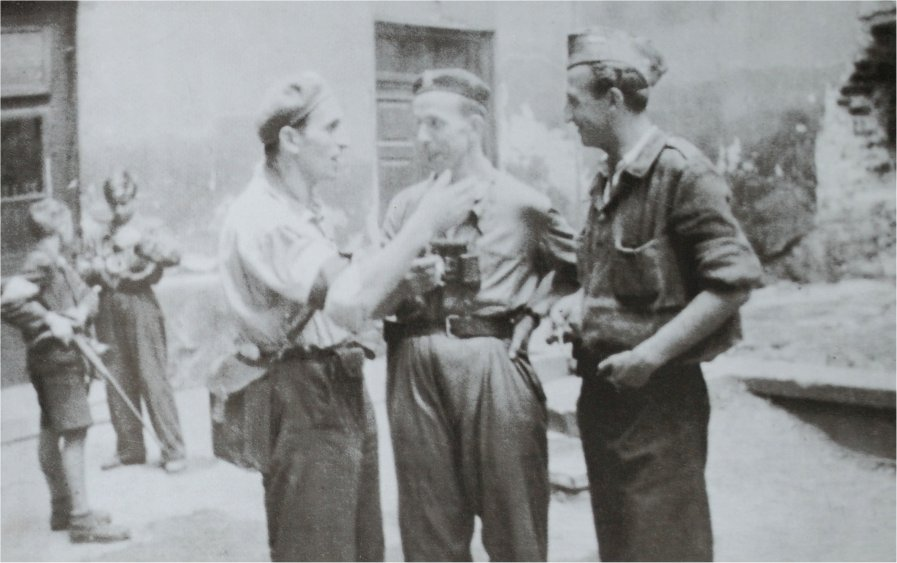
Fotograf Joachim Joachimczyk w rozmowie z oficerami batalionu „Sokół”. Z prawej ppor „Goryl” Brunon Wolski w środku kpt „Skała” Alfons Laska.

Batalion KB „Sokół” – pododdział Korpusu Bezpieczeństwa, walczący w powstaniu warszawskim w składzie Podobwodu AK Śródmieście Południowe.

## Historia batalionu
Batalion KB „Sokół” powstał 1 sierpnia 1944 roku na bazie grupy oficerów i żołnierzy Korpusu Bezpieczeństwa, którzy samodzielnie organizowali odcinek obrony sektora ulic Bracka, Nowogrodzka i Żurawia. Po zbudowaniu wspólnie z mieszkańcami, barykad i odparciu ataku czołgów na ul. Brackiej, rozpoczęto formowanie batalionu. Początkowo uzbrojenie składało się z 1 pistoletu maszynowego STEN, 2 kb, 1 karabinu „lochel”, kilku pistoletów oraz granatów i butelek z benzyną. Dowództwo batalionu objął rotmistrz Władysław Jan Olszowski ps. „Sokół”. 4 sierpnia oddział liczył ok. 150 żołnierzy, zaś 24 sierpnia 201 żołnierzy. Walczył w Śródmieściu: Bracka, Nowogrodzka, Żurawia, Krucza, Aleje Jerozolimskie, Nowy Świat, Książęca, plac Trzech Krzyży. Od początku oddział podlegał dowódcy odcinka kpt. Władysława Abramowicza ps. „Litwina”, a następnie dowódcy odcinka północnego majorowi Narcyzowi Łopianowskiemu ps. „Sarna”. Od 7 do 10 września w skład batalionu weszli żołnierze Batalionu KB „Nałęcz” oraz kompanii „P-20”, którzy przedostali się ze Starego Miasta. Po kapitulacji oddział wyszedł do niewoli, w składzie 21 Pułku Piechoty AK „Dzieci Warszawy”. Batalion w walkach stracił ok. 40 żołnierzy. W szeregach batalionu walczyli i zginęli Antoni Szczęsny Godlewski, legendarny „Antek Rozpylacz”, a także przedwojenny dziennikarz i felietonista Stefan Kwaśniewski.

## Organizacja i obsada personalna batalionu
Dowództwo Batalionu KB „Sokół”
- dowódca rtm. / mjr kaw. Władysław Jan Olszowski ps. „Sokół”
- zastępca – rtm. /mjr kaw. Eugeniusz Morozowicz ps. „Janek”
- zastępca – ppor. / kpt. Alfons Laska ps. „Skała” (od 5 do 10 VIII 1944 p.o. dowódcy batalionu po zranieniu rtm. „Sokoła”)
- oficer w poczcie dowódcy – mjr Kazimierz Pawlikowski[2]

1 kompania szturmowa
- dowódca kompanii – ppor. / por. Aleksander Żuk ps. „Żuk”
- dowódca I plutonu – ppor. / por. Stanisław Ciesielski ps. „Robakowski”
- dowódca II plutonu – sierż. pchor. / ppor. Lech Słupczyński ps. „War”
- dowódca III plutonu – ppor. / por. Jan Bolechowski ps. „Bolek”

2 kompania szturmowa
- dowódca kompanii – ppor. / kpt. Adam Kutnik ps. „Jawor”
- dowódca I plutonu – ppor. Wacław Antecki ps. „Jasieński” (do 6 IX 1944)
- dowódca I plutonu – ppor. Artur Mazur ps. „Ruzam” (od 23 IX 1944)
- dowódca II plutonu – ppor. / por. Bohdan Węgrzynowski ps. „Miki II” (6-23 IX 1944 dowódca I plutonu)
- dowódca II plutonu – ppor. Jan Sobor-Kulągowski ps. „Miki I” (od 7 IX 1944)
- dowódca III plutonu – ppor. Stanisław Sasinowski „Żbik” (do 6 IX 1944)
- dowódca III plutonu – ppor. Zygmunt Królak ps. „Patriota” (od 7 IX 1944)

Pododdziały specjalne:
- dowódca plutonu techniczno-rusznikarskiego – por. / kpt. Czesław Trojanowski ps. „Litwos”
- dowódca plutonu łączności – ppor. / por. Ryszard Boreyko ps. „Zgierski” (do 17 IX 1944)
- dowódca plutonu łączności – ppor. / por. Sławomir Gajewski „Sławek” (od 18 IX 1944)
- dowódca plutonu sanitarnego – plut. pchor. / ppor. Jerzy Zakrzewski ps. „Węzeł-Jur”
- dowódca plutonu saperów – por. Bogdan Niwiński ps. „Sulima”
- dowódca plutonu przeciwpożarowego – por. Zdzisław Sińczak ps. „Jeratek”